# Batalla de Cserhalom
La batalla de Cserhalom en idioma húngaro o batalla de Chiraleș en idioma rumano tuvo lugar en 1068, cuando el rey Salomón de Hungría junto con sus primos Géza y San Ladislao combatieron y vencieron a los atacantes pechenegos y rumanos.

## Antecedentes del conflicto
En 1068, los pechenegos, una las tribus nómadas provenientes de la estepa rusa y los rumanos, entraron en territorio húngaro bajo el mando del caudillo Ozul. A su paso por la región de Transilvania quemarían y robarían todo, y cuando se disponían a abandonar el reino, el rey y sus primos decidieron enfrentarlos y evitarlo. Según las crónicas, el jefe Ozul había pensado que podría vencer fácilmente a los húngaros, pero sus espías le revelaron que los ejércitos de los tres primos serían, en efecto, difíciles de derrotar. Así, movilizó sus tropas a la colina de Cserhalom.

## La batalla
Los húngaros atacaron la colina Cserhalom con tres contingentes y fueron recibidos por una densa lluvia de flechas cumanas. Si bien ambos bandos sufrieron enormes pérdidas, finalmente los pechenegos huyeron y dejaron la victoria a los húngaros, que liberarían una importante cantidad de húngaros apresados por los bárbaros invasores.

## La leyenda de la doncella húngara y el guerrero pechenego
Durante los siglos XII y XIII, incontables trovadores y obras artísticas fueron plasmadas narrando el heroísmo de San Ladislao en sus batallas contra los pechenegos  invasores, y en particular en la batalla de Cserhalom. En ésta narran que, cuando los pechenegos partieron huyendo y los húngaros liberaban a sus prisioneros del campamento pechenego, uno de los soldados invasores raptó a una doncella húngara. San Ladislao al ver esto lo perseguiría y le indicaría a la joven que derribase del caballo al cumano halándolo por su cinturón. Ladislao conseguiría vencerlo y finalmente le daría muerte, rescatando a la doncella húngara. Pero la doncella estaba enamorada del pechenego. Esta leyenda sería precisamente característica de los cantares sobre los caballeros medievales.